# Con il tempo e con la paglia maturano le nespole
Con il tempo e con la paglia maturano le nespole è un proverbio veneto che deriva dall'uso contadino di far maturare a lungo le nespole (che non possono essere mangiate appena raccolte) in contenitori ricoperti di paglia e al buio. 
Identico significato ha il proverbio Con il tempo e con la paglia maturano le sorbe.

## Significato
Il significato del proverbio è quello di aver pazienza oppure di attendere una soluzione che prima o poi arriverà.
La formulazione completa del proverbio, almeno in alcune zone d'Italia, recita: 
"Col tempo e con la paglia maturano le nespole e la canaglia",
 dove con "canaglia" si intende genericamente il comportamento immaturo della gioventù adolescenziale. Il proverbio suggerisce che anche con gli umani è opportuno applicare la pazienza, nell'attesa della maturazione.

## Altri proverbi simili
- "Con il tempo una foglia di gelso diventa seta."